# مترابطة أرضية
زيغنيما أرضية (الاسم العلمي: Zygnema terrestre) هو نوع من الطحالب الخضراء يتبع جنس الزيغنيما من فصيلة الزيغنيمية.